# 岸沢式多津
岸沢 式多津（きしざわ しきたつ、1895年12月25日 - 1959年6月1日）は、常磐津女流音曲師、女道楽。本名：西川 たつ。旧字体は岸澤式多津。出囃子は「高砂丹前」。

## 経歴

### 出生から引退まで
岸沢文左衛門、常盤津文字多男を両親とし深川森下町に生まれ、幼少の頃から父の元で修行し9歳で岸沢式多津を名乗る。3代目柳家小さんの紹介で1909年10月下席両国立花家で初高座を踏む。常磐津と手踊りで人気を取り三遊派の立花家歌子（本名は藤本、後の岸上きみ。清元）と柳派の岸沢式多津（常磐津）で人気を二分した。長らくコンビを組んだのが7代目春風亭柳枝の妻の岸沢式多女であった。1915年に21歳で結婚を機に引退、翌年には離婚し再度寄席に出る。再婚するが相手が嫉妬深く、常磐津は色気がありすぎると長唄に転向するがそれでも嫉妬は止まず、寄席興行形態の変化や芸人の所属団体の離散・集合など混沌とする演芸界の中で活動し1920年に引退した。

### 「西川たつ」で高座復帰
戦後、離婚して料理屋の女中をしつつ客に請われると音曲を披露して生活の糧としていたが、渋沢秀雄が小説家・NHK文芸課長の久保田万太郎に常磐津の上手な女中の存在を話す。会うと岸沢式多津だったので久保田がNHKラジオと三越名人会に本名の西川たつで出演させ、1950年に落語協会に所属し寄席に復帰する。初代立花家橘之助譲りの浮世節を唄う音曲師であり、後進の指導にも力を入れた。第13回芸術祭賞受賞。浮世節「たぬき」を復活させた技芸を久保田万太郎は現代の名人と絶賛したが、当人は橘之助の芸には遠く及ばないと語っていた。
最晩年には5代目三遊亭全生にも一度だけ稽古を付けた。初めての稽古で全生は全く相手にされず、翌日訪問して自らの不明を詫びた上でもう一度稽古を願うと、今度は丁寧に教えてくれた。プロの芸人としての心構えを試していたのだろうと圓楽は述懐している。
6代目三遊亭圓生の独演会のひざがわりで出演中の人形町末廣の高座で倒れ、虎の門病院に運ばれるが翌日脳出血で逝去。出演当日、体調不良だったが、圓生夫人に「高座で死ねれば本望」と語っていた。
SPレコードは「三保の松」や「大津絵冬の夜」「浮世節」等が残されている。また戦後各放送局に録音を残している。